# Индейские скауты в армии США

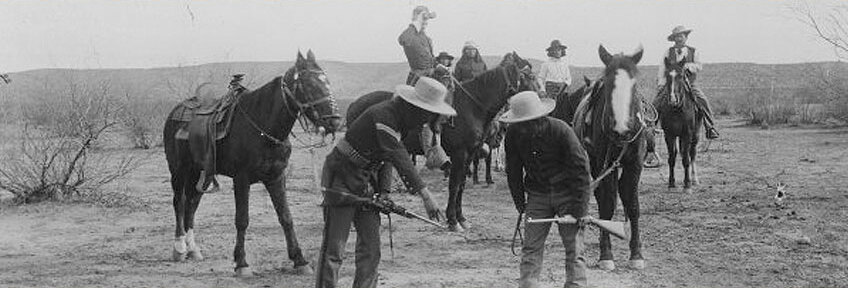
Солдаты и индейские скауты проводят разведку перед битвой при Биг-Драй-Уош.

Индейские скауты в армии США (англ. United States Army Indian Scouts) — коренные американцы, принятые на службу в армию США в качестве разведчиков. Они составляли неотъемлемую часть военных конфликтов США, в том числе сражались на обеих сторонах во время Гражданской войны в Америке, а также выполняли военные миссии за рубежом. Скауты активно действовали на Диком Западе во второй половине XIX века. Они были официально расформированы в 1947 году, когда их последний член вышел в отставку из армии в Форт-Уачуке, штат Аризона. Для многих индейцев это была важная форма взаимодействия с культурой белых американцев и их первая серьёзная встреча с образом мышления и действий белых людей.

## История

### Образование отрядов скаутов

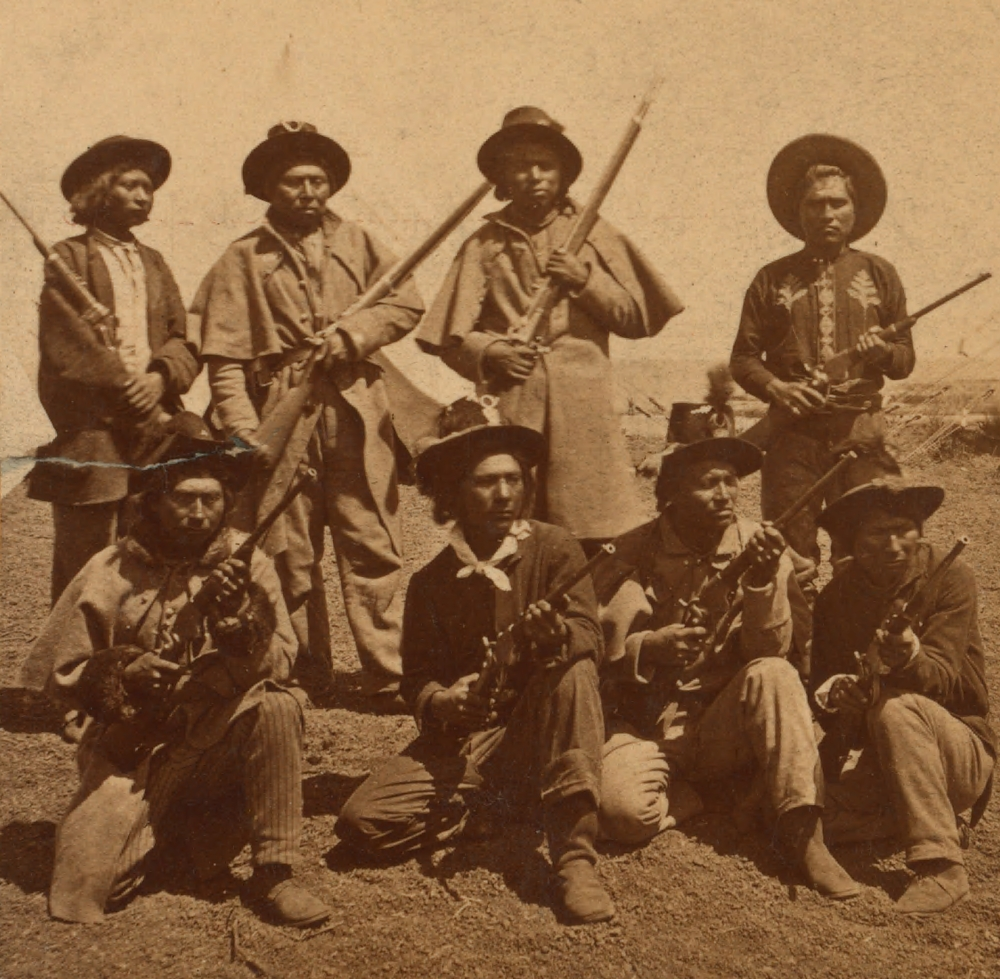
Отряд скаутов чирикауа-апачей.

В начале второй половины XIX века американская армия активно стала привлекать к службе индейских скаутов из дружественных племён. В 1860 году в кампании против команчей и кайова участвовали скауты из нескольких племён. Во время Гражданской войны в армиях Севера и Юга служили несколько индейских полков. В конце лета 1864 года генерал Сэмюэл Кёртис издал приказ о наборе скаутов пауни в армию США. 28 июля 1866 года Конгресс США официально санкционировал набор до 1000 индейцев в качестве скаутов для армии. В связи с сокращением званий в результате демобилизации после Гражданской войны армия с трудом справлялась с тысячами враждебных индейских воинов, которые взяли в руки оружие, чтобы защитить свои земли от наплыва белых людей. Несмотря на предубеждения многих армейских офицеров и враждебность большей части американского общества, скауты оказывали жизненно важную помощь во многих кампаниях армии США.
Индейские скауты принадлежали ко многим народам, но особого признания армейских чинов заслужили пауни, апачи, кроу и восточные шошоны. Самыми известными и эффективными воинскими формированиями, состоявшими из индейцев, являлся батальон скаутов-пауни, действовавший в 1864—1877 гг., и отряды скаутов-апачей, расформированные только 30 июня 1921 года. Знакомые как с местностью, так и с боевым мастерством соперничающих племён, скауты служили проводниками, разведчиками, следопытами, охранниками и бойцами, становясь незаменимыми союзниками в армейских экспедициях.

### Причины поступления на службу
Служба в армии позволяла индейским воинам зарабатывать на жизнь, а также практиковать воинские традиции, которые больше не поощрялись американскими официальными лицами. В скауты обычно шли воины малочисленных племён, теснимые такими сильными племенами, как лакота, команчи или шайенны. Скауты, и не поступив на службу в армию, всё равно бы сражались против своих традиционных врагов, а на службе они получали шанс отомстить враждебному племени, имея на своей стороне сильного союзника в лице армии. К тому же, одновременная война против соседних племён и американской армии неизбежно привела бы к полному исчезновению их народа. Неслучайно, большую часть скаутов, хорошо зарекомендовавших себя на службе в армии, составляли воины кроу, пауни и восточных шошонов, чьи племена были со всех сторон окружены и теснимы многочисленными врагами.
Кроме того, во время некоторых военных действий, как например в войне Пляски Духов, скауты выступали в качестве миротворцев. Они убеждали воинствующих членов их собственных племён сложить оружие и поселиться в резервации, тем самым предотвратив дальнейшее кровопролитие.

### Особенности службы
Во время Индейских войн скауты могли обнаруживать следы лошадей там, где белые солдаты ничего не находили. По этим следам скауты могли оценить количество лошадей во враждебной группе. Скауты также могли определить, ехали ли женщины с группой, основываясь на положении мочи лошади в пределах ее следов — женщины чаще ездили на кобылах, в то время как мужчины — на жеребцах.
Скауты были прирождёнными воинами и отважно сражались. К тому же, в отличие от белых солдат, они прекрасно знали обычаи и методы ведения боя индейцев. О их воинских качествах высоко отзывались не только американские офицеры, но и враждебные воины. Лишь благодаря участию в битве при Роузбад скаутов кроу и восточных шошонов, генерал Джордж Крук избежал полного разгрома.

### Сокращение
После 1874 года число индейских скаутов было сокращено до 300 человек. Окончание военных действий на территории Соединённых Штатов привело к дальнейшему сокращению скаутов. Приказ генерала армии № 28, изданный 9 марта 1891 года, сократил число скаутов до 150 человек, по сравнению с 275, утверждёнными в 1889 году и распределёнными между различными ведомствами. Индейские скауты и их вдовы получили право на получение пенсий с принятием закона 4 марта 1917 года, касающегося войн с индейцами с 1859 по 1891 год.
Когда американская армия была реорганизована Законом от 3 марта 1898 года, разрешенное число индейских скаутов было дополнительно сокращено до 75 человек.

## Медаль почёта
За свою службу шестнадцать индейских скаутов были награждены Медалью Почёта:
- Сержант Уильям Алчисай[англ.] (уайт-маунтин-апачи)
- Бланке[англ.] (апачи)
- Чикито[англ.] (уайт-маунтин-апачи)
- Сержант Бешеный Медведь[англ.] (пауни)
- Элсатсоосу[англ.] (тонто-апачи)
- Помпи Фактор[англ.] (чёрные семинолы)
- Сержант Джим[англ.] (уайт-маунтин-апачи)
- Келсей[англ.] (уайт-маунтин-апачи)
- Косоха[англ.] (уайт-маунтин-апачи)
- Мачол[англ.] (апачи)
- Наннасадди[англ.] (уайт-маунтин-апачи)
- Нантадже[англ.] (уайт-маунтин-апачи)
- Адам Пейн[англ.] (чёрные семинолы)
- Айзек Пейн[англ.] (чёрные семинолы)
- Сержант Юма Уильям Рауди[англ.] (явапаи)
- Сержант Джон Уорд[англ.] (чёрные семинолы)